# Samuel Wallis
Pour les articles homonymes, voir Wallis.
Samuel Wallis, né le 23 avril 1728 près de Camelford, dans les Cornouailles, et mort le 21 janvier 1795 à Londres, est un navigateur et explorateur britannique du XVIIIe siècle. Il continue les explorations entreprises par John Byron avec les navires Dolphin et Swallow. Il aborde en 1767, au nord-est des Fidji, une île qui est baptisée en son honneur : Wallis (au sein de Wallis-et-Futuna).

## Biographie
Samuel Wallis naît près de Camelford, dans les Cornouailles le 23 avril 1728. En 1766, il reçoit le commandement du HMS Dolphin à bord duquel il part pour une circumnavigation du globe, accompagné par le Swallow placé sous les ordres de Philip Carteret. Les deux navires sont séparés peu de temps après avoir dépassé le détroit de Magellan qu'ils ont mis plusieurs mois à franchir, Wallis continue sa route seul et, après près de deux mois de navigation sans apercevoir la terre, il découvre de nombreuses îles et atolls du Pacifique Sud, Pinaki, Nukutavake, Vairaatea, Paraoa, Manuhangi, Nengonengo ainsi que Tahiti, qu'il nommera « King George the Third's Island » (littéralement « île du Roi George le Troisième » en l'honneur du roi George III).

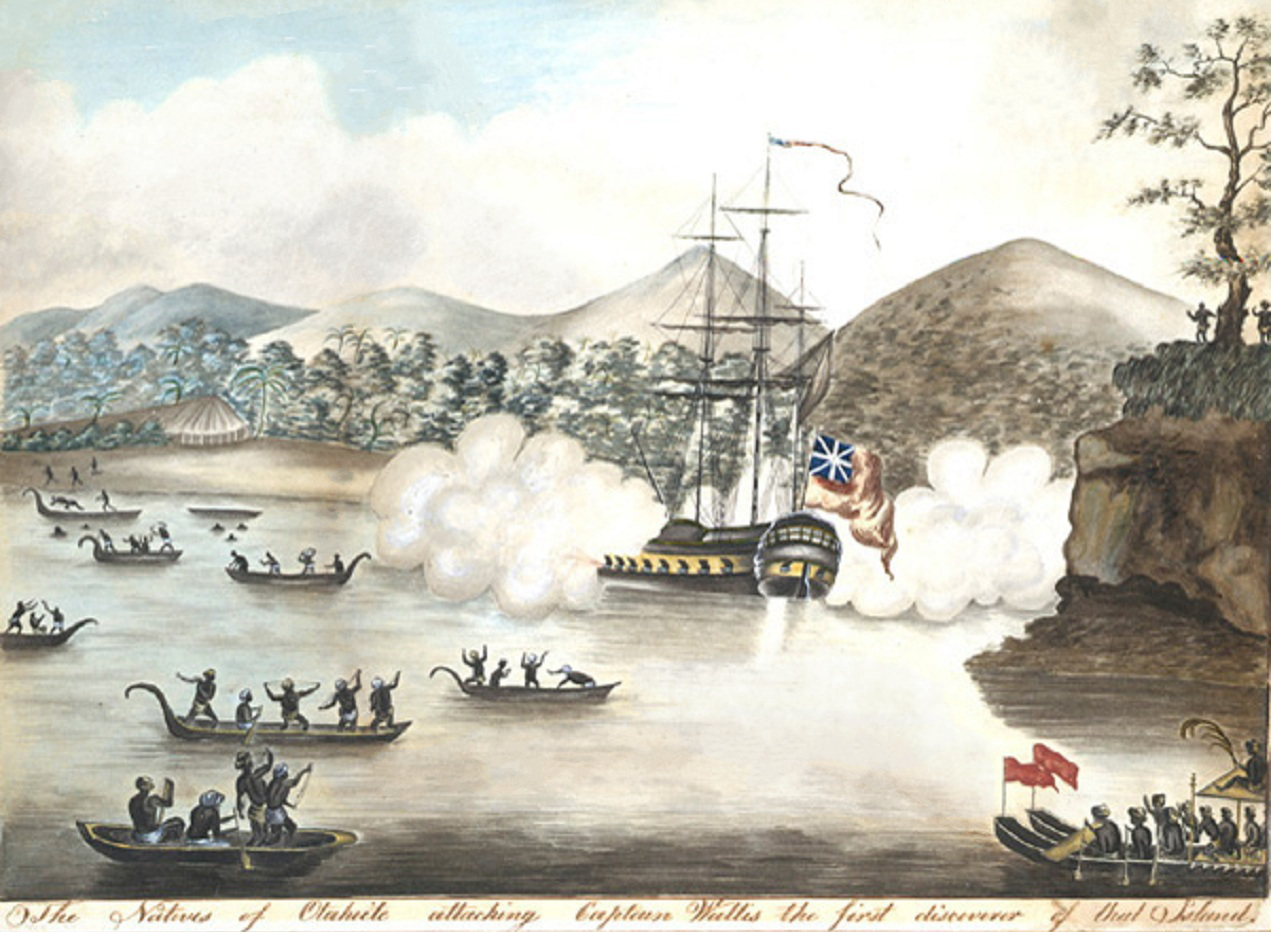
Le capitaine Wallis doit faire face à l'hostilité des Tahitiens en 1767.

Il parvient à Tahiti le 17 juin 1767. Au cours du XVIIIe siècle, les géographes ont pour la plupart cru que Tahiti n'était autre que La Sagitaria, déjà découverte par Pedro Fernandez de Quiros en 1606, mais il apparaît établi aujourd'hui que cette théorie était erronée. Ainsi, Wallis doit bien être considéré comme le premier européen à avoir découvert Tahiti. Sur place, malgré quelques échanges et la remise de quelques présents, il doit momentanément faire face à une forte hostilité des populations locales. La mission de Samuel Wallis étudie les mœurs des Polynésiens et reprend le chemin du retour un mois plus tard.
En août 1767, il aborde, au nord-est des îles Fidji, l'île d'Uvea et entre dans son lagon (sans doute par la passe Fatumanini ou la passe Fugauvea) mais n'y débarque pas du fait de l'hostilité des autochtones. L'île est baptisée en son honneur Wallis.
Il continue en direction de Batavia, où une grande partie de ses équipages meurt, victime de dysenterie. Il rentre en Grande-Bretagne via le cap de Bonne-Espérance, et arrive en mai 1768. Il parvient à transmettre des informations utiles à James Cook dont le départ pour le Pacifique était prévu, et certains membres d'équipage du Dolphin ré-embarquèrent avec Cook.
Ses mémoires de voyages sont publiés en 1773. En 1780, il est nommé commissaire de l'Amirauté britannique. Il meurt le 21 janvier 1795 à Londres.

### Sources et bibliographie
- « Wallis, Samuel (1728–1795) », dans l'Oxford Dictionary of National Biography, Oxford University Press, 2004 ; [lire en ligne]
- Charles Vernier, « Les variations du vocabulaire tahitien avant et après les contacts européens », Journal de la Société des océanistes, vol. 4, no 4,‎ 1948, p. 57-85 (lire en ligne, consulté le 13 août 2017).
- Frédéric Angleviel, Les Missions à Wallis et Futuna au XIXe siècle, Centre de recherche des espaces tropicaux de l’université Michel de Montaigne (Bordeaux III), 1994, 243 p. (lire en ligne)
- Raymond Mayer, « Un millier de légendes aux îles Wallis et Futuna et divers centres d'intérêt de la tradition orale », Journal de la Société des océanistes, vol. 29, no 38,‎ 1973 (lire en ligne, consulté le 20 mars 2018)